# 第10潜水戦隊 (イギリス海軍)
第10潜水戦隊（だい10せんすいせんたい、10th Submarine Squadron, 10th Submarine Flotilla）は、イギリス海軍の潜水艦部隊。第一次から第二次世界大戦にかけて活動した在来型潜水艦部隊と、第二次世界大戦後の冷戦の中で弾道ミサイル潜水艦を装備し戦略抑止哨戒に当たった部隊がある。

## 歴史

### 第二次世界大戦
第10潜水戦隊（10th Submarine Flotilla）は、第一次世界大戦中に編成された。第二次世界大戦中には、1941年1月にマルタ島にて編成された。当時のイギリス地中海艦隊司令官アンドルー・カニンガムは、イタリアと北アフリカを結ぶ敵船舶ルートを攻撃する決意を抱いて、マルタ島をその拠点とし、戦隊を編成した。戦隊は、イギリス地中海艦隊に配属されたイギリス海軍の潜水艦と亡命ポーランド海軍潜水艦（ソクウ〈ORP Sokół, N97〉およびジク〈ORP Dzik, P52〉）ほか、枢軸国の侵攻から逃れてきたいくつかの国（自由フランス、オランダ、ギリシャ） の亡命潜水艦乗員が運用する潜水艦（すべてU級潜水艦）からなる部隊であった。
第二次大戦中の第10潜水戦隊はU級潜水艦を主として亡命ポーランド海軍の若干数の潜水艦を装備していた。編成当初の所属艦は、アンビーテン、アプホルダー、ユナイテッド、アップライト、ウナ、アンシーン、アンベンディング、アンブロークン、アージ、アットモスト、P38、アーシュラ、ソクウ（ポーランド海軍）、ジク（同）であった。
マルタにおける戦隊の基地は、首都ヴァレッタの主要港グランド・ハーバー（グランド・ハーバーはまたイギリス地中海艦隊の基地でもあった）とヴァレッタ市街で隔てられて北にあるマルサムシェット港（Marsamxett Harbour）内に設けられた。マルサムシェットは深い入り江状の港で入り江の中央にはマンウェル島（Manoel Island）という島があり、この島の南岸にあるかつてハンセン氏病の隔離病院として使われていた建物が基地庁舎として、島の南側の入り江ラザレット・クリークが潜水艦岸壁として使われていた。この基地は英国軍艦タルボット（HMS Talbot）と呼ばれていた。マンウェル島の潜水艦基地は、枢軸国の優先空襲目標であった。1942年4月には枢軸国軍の爆撃の激化により戦隊はマルタからの一時退避に追い込まれ、エジプト・アレクサンドリアへ、次いでイギリス委任統治領パレスチナ・ハイファに退避した。その後、地中海における反攻作戦の進展とともに戦隊は順次マルタに帰還し、イタリアの降伏後の1943年秋にはラ・マッダレーナ島に移転し、同地において1944年9月21日に解隊された。

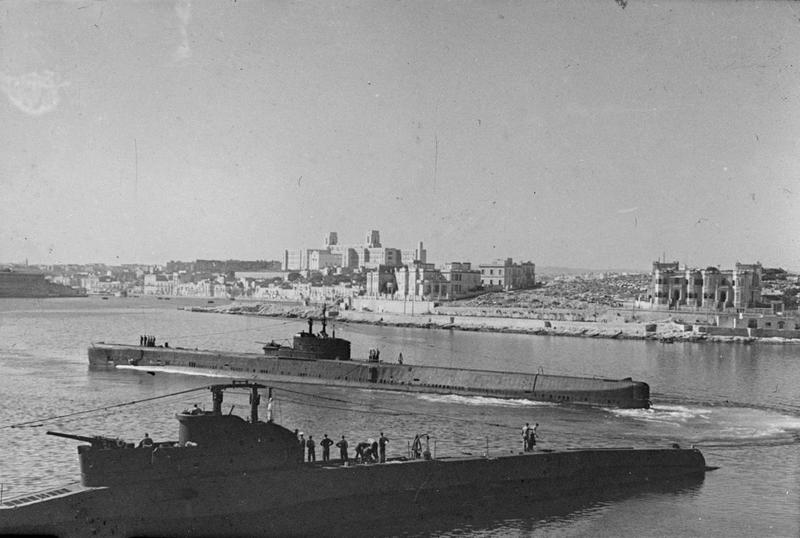
マルタ島の潜水艦基地に係留されている機雷敷設潜水艦ロークウァル（HMS Rorqual）とT級潜水艦サンダーボルト（HMS Thunderbolt）、1943年

1941年5月24日、戦隊に所属していたアプホルダー（HMS Upholder, P37）は、シチリア島沖で船団を攻撃し、18,000トンの客船「コンテ・ロッソ」を撃沈した。アプホルダーの艦長デイヴィッド・ワンクリン少佐は、この功績及び成功裡に完了した数々の哨戒の功によりヴィクトリア十字章を授与された。1942年4月アプホルダーが哨戒から帰投せず、喪失を宣告された際、その顕著な功績に鑑みて英海軍本部は全くの異例の措置として、声明を発表してアプホルダーとその乗員を顕彰した。
戦隊は保有する潜水艦が12隻を超えたことは一度もない小部隊だった。また、地中海の条件に適していたとはいえ、同時代のドイツ海軍やアメリカ海軍とくらべて見劣りのする性能と劣悪な居住条件のU級潜水艦を装備していたにもかかわらず、第10潜水戦隊は、1941年2月25日のアップライトによる初戦果以来、3年半の間に、64万8,629トンの敵国艦船を撃沈し、40万0,080トンに損害を与え、ついにエルヴィン・ロンメルの北アフリカ戦線への補給線を切断することに成功した。

### 冷戦
第10潜水戦隊（10th Submarine Squadron）は、1960年代、スコットランド・ファスレーンのクライド海軍基地で、イギリスの核抑止戦力の一部であるポラリス・ミサイルを装備したレゾリューション級原子力潜水艦を指揮するために編成された。戦隊はのちに、トライデント・ミサイルを装備したヴァンガード級原子力潜水艦を指揮するようになった。この戦隊が「第10」の附番をなされたことは偶然ではなく、第二次世界大戦の地中海の戦いおよび北アフリカ戦線の帰趨に寄与したかつての第10潜水戦隊を顕彰するものであると、フォークランド紛争時の英派遣軍司令官であり自身も潜水艦乗員出身であるジョン・フィールドハウス元帥は示唆している。
1993年10月、ファスレーンの第3および第10戦隊は、新しく第1潜水戦隊に合併された。
2002年2月、現存の潜水戦隊（suqadrons）はすべて解体され、デヴォンポート海軍基地、ポーツマス海軍基地、ファスレーン海軍基地を拠点とする3つの小艦隊（flotillas）に置き換えられた。

## 所属潜水艦
冷戦期の部隊に所属した艦のみ記載する。第二次大戦中の部隊の所属艦はU級潜水艦を参照。
| 艦級               | 艦名             | 起工          | 進水           | 就役           | 初哨戒     | その後      |
| ------------------ | ---------------- | ------------- | -------------- | -------------- | ---------- | ----------- |
| レゾリューション級 | レゾリューション | 1964年2月26日 | 1966年9月15日  | 1967年10月2日  |            | 退役 1994年 |
| レゾリューション級 | レパルス         | 1965年3月12日 | 1967年11月4日  | 1968年9月28日  |            | 退役 1996年 |
| レゾリューション級 | レナウン         | 1964年6月25日 | 1967年2月25日  | 1968年11月15日 |            | 退役 1996年 |
| レゾリューション級 | リヴェンジ       | 1965年5月19日 | 1968年3月15日  | 1969年12月4日  |            | 退役 1992年 |
| ヴァンガード級     | ヴァンガード     | 1986年9月3日  | 1992年3月4日   | 1993年8月14日  | 1994年12月 | 現役        |
| ヴァンガード級     | ヴィクトリアス   | 1987年12月3日 | 1993年9月29日  | 1995年1月7日   | 1995年12月 | 現役        |
| ヴァンガード級     | ヴィジラント     | 1991年2月16日 | 1995年10月14日 | 1996年11月2日  | 1998年6月  | 現役        |
| ヴァンガード級     | ヴェンジャンス   | 1993年2月1日  | 1998年9月19日  | 1999年11月27日 | 2001年2月  | 現役        |